# Гарлеммермер
Гарлеммермер (нід. Haarlemmermeer) — громада на північному заході Нідерландів, у південній частині провінції Північна Голландія. Центр громади — Гофддорп. Місто — одне з найбільших у Нідерландах, назва котрого не збігається з назвою громади. На території громади лежить аеропорт Схіпгол.
За частину громади правлять іще міста, містечка та села Гофддорп (73 294), Алсмердербрюг, Аббенес, Бадгувердорп (12 044), Бейнсдорп, Бусінгеліде, Бейтенкаг, Бюргервен, Крюкіюс, Пікетберг (12 075), Кабел, Леймейдербюрг, Лейнден, Ліссербрук (3 579), Ніве-Мер, Нівебрюг, Ніве-Веннеп (30 584), Ауде-Мер, Рейсенгаут (4 103), Розенбюрг, Схіпгол-Рейк, Вейфгейзен (4 387), Ветерінгбрюг, Звансгук (1 780), Званенбюрг (7 570).
Назва походить від осушеного озера Гарлеммермера, на місці котрого лежить громада.

## Історія

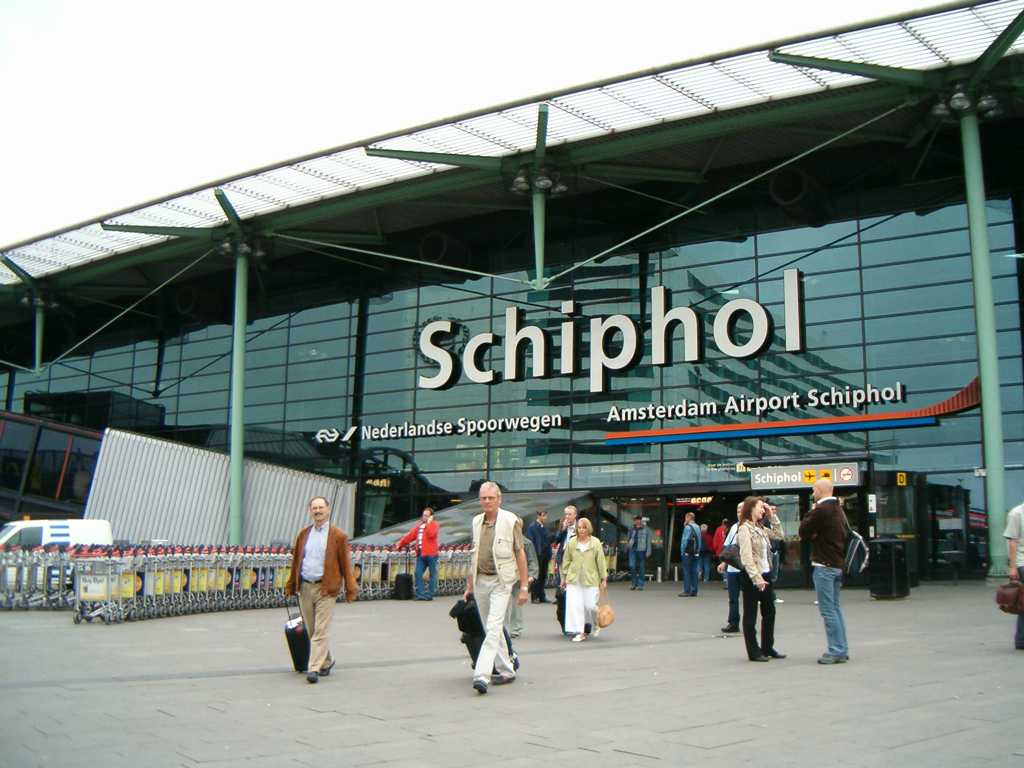
Аеропорт Сгіпхол сьогодні

Озеро Гарлеммермер було релікт північного рукава Рейна. У 1531 Гарлеммермер мав площу 26 км² й поряд з ним було три невеликі озера: Лейдсе-Мер, Спірінг-Мер і Ауде-Мер, із загальною площею близько 31 км². Після сильних повеней чотири озера перетворилися в одне під назвою Гарлеммермер. Коли виникало озеро, зникли деякі села.
1647 року новий Гарлеммермер мав площу близько 150 км², через сторіччя площа збільшилася до більш ніж 170 км² (66 кв. миль). У 1643 році Ян Легвотер уперше запропонував осушити озеро. Подібні проекти висували Ніколаус Самуель Крукіус 1742 року і барон ван Лінден ван Геммен у 1820 році. Пропозиції не бралися до уаги, допоки ураган у листопаді 1836 року не спричинив повені, що дійшла до Амстердама, а на Різдво затопили вулиці Лейдена.

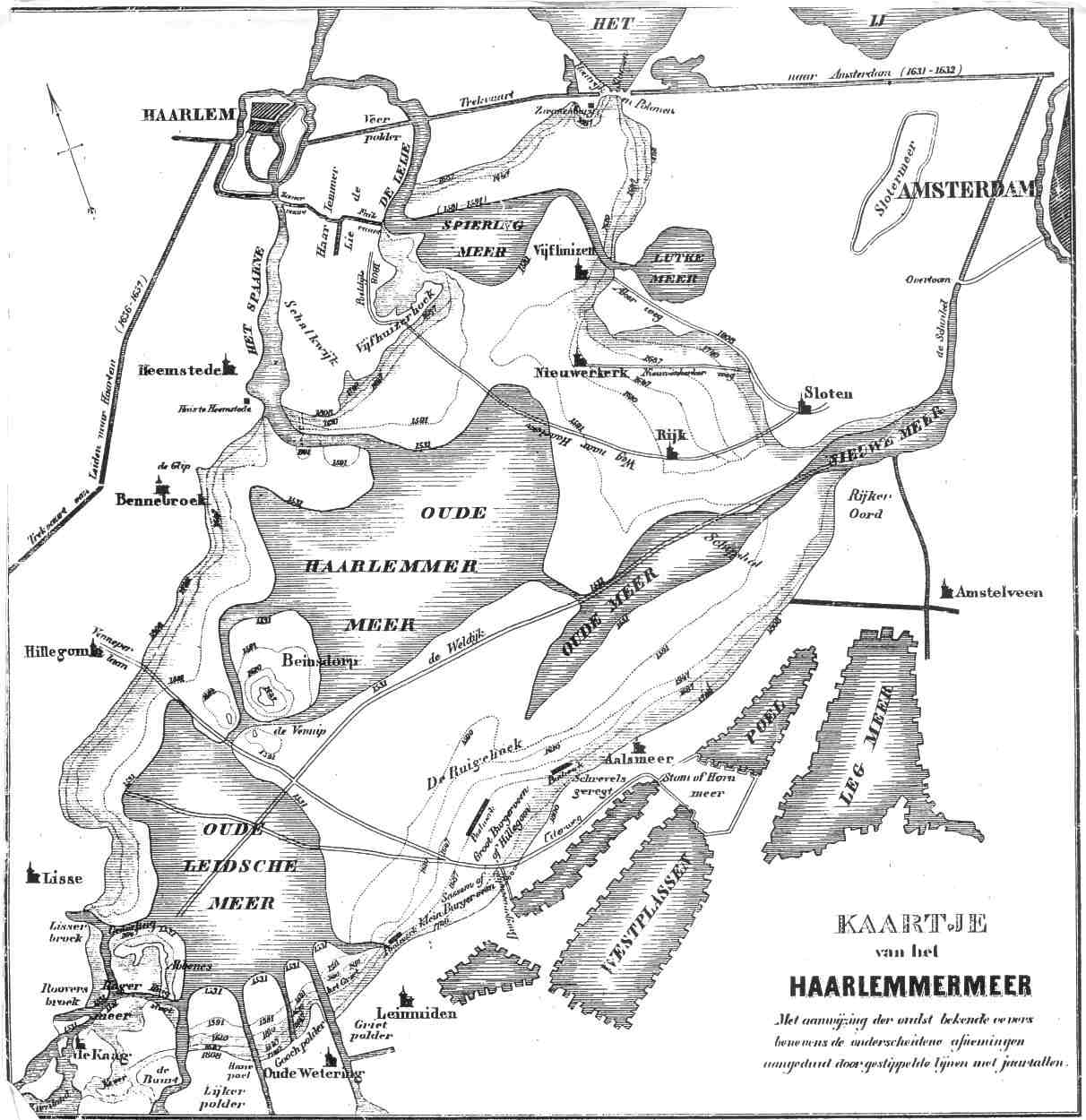
Історична карта зображує Гарлеммермер до осушення озера

1 серпня 1837 року король Вільгельм I призначив королівську комісію. Схему комісії затвердив нідерландський парламент у березні 1839 року, і в травні 1840 року було розпочато роботи. Навколо озера був проритий канал, названий Ringvaart (Кільце-канал), щоб перенаправити водовідведення та рух суден, які давніше йшли через озеро. Цей канал мав 61 кілометр у довжину і 2,40 метра глибиною. Земля, вийнята з каналу, використовувалася для побудови дамби від 30 до 50 метрів у ширину навколо озера. Площа, обмежена каналом, становила понад 180 км², а середня глибина озера 4 метри. Було облічено, що з 1000000000 тонн води доведеться піднімати механічними засобами. Було збудовано насосну станцію Крукіус. Насосна станція почала діяти у 1848 році, і озеро було зовсім осушене до 1 липня 1852 року.

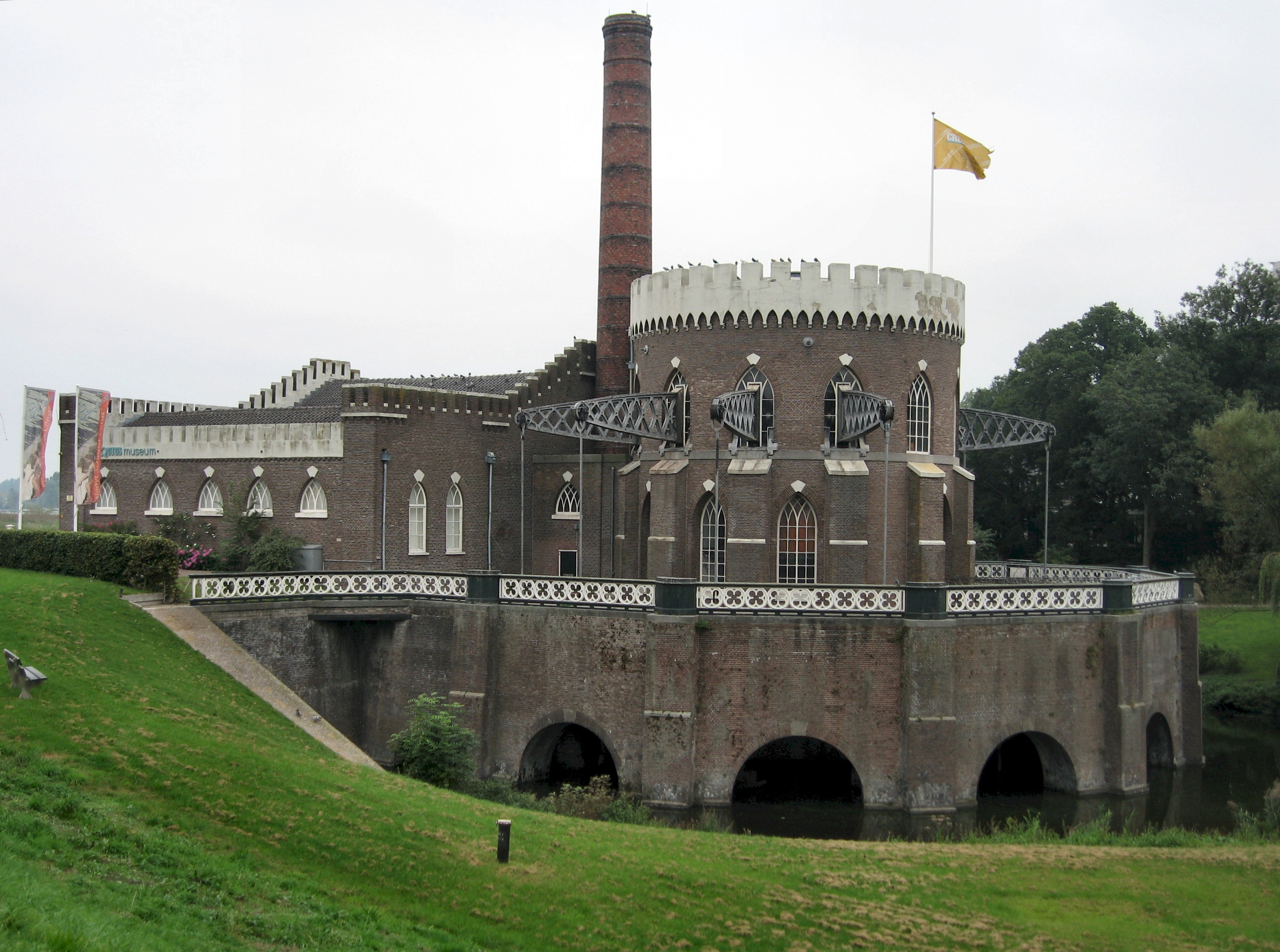
Насосна станція Крукіус

У 1854 році місто Лейден претендувало на володіння новими територіями, але суди постановили на користь держави. Гарлеммермер був включений як муніципалітет у провінцію Північна Голландія на підставі закону від 16 липня 1855 року. Його першим мером був Маттіюс Самуель Петрус Пабст.
Першу церкву було побудовано того ж 1855 року і до 1877 їх було вже сім. До 1860 року населення муніципалітету становило 7237 осіб, а за 40 років потому, в 1900-му, число мешканців становило 16 621.
Спочатку сільське господарство домінує в муніципалітеті. Але 99 % земельної ділянки належить кільком багатим землевласникам, внаслідок неврожаїв і низьких цін на сировинні товари життя було дуже важким для орендарів. Лише після 1900 року ситуація поліпшилася, коли ціни на сировинні товари зросли й більшість фермерів мала свою землю. Тоді розвинулося тепличне господарство. Сезонні робітники, залучені до праці за високу зарплату, збільшили населення у селах уздовж каналу. Кукурудза, насіння, масло і сир були основною продукцією.
У 1917 військовий аеропорт був побудований недалеко від старого форту Сгіпхол. Нині аеропорт Сгіпхол є основним центром цивільної авіації в Нідерландах, використовуючи 15 % площі громади. У 1926 році муніципальна рада Амстердама взяла на себе управління Сгіпхолом.

## Визначні місця
- Форти кінця XIX ст. старої оборонної лінії навколо Амстердама;
- Музей Крукіуса, розміщеній у старій насосній станції Крукіус 1848 року.

## Ресурси Інтернету
- Офіційний вебсайт (нід.)
- Museum De Cruquius [Архівовано 4 травня 2014 у Wayback Machine.] (нід.)

| Нідерланди | Це незавершена стаття з географії Нідерландів. Ви можете допомогти проєкту, виправивши або дописавши її. |